# VM Motori
VM Motori S.p.A. är en italiensk tillverkare av dieselmotorer för bilar och båtar samt industrimotorer. Företaget grundades 1947 i Cento, Emilia-Romagna av Claudio Vancini och Ugo Martelli, därav namnet VM Motori. Företaget är sedan 2013 ett helägt dotterbolag till Fiat och ingår därmed i Stellantis-gruppen.